# 今野元
今野 元（こんの はじめ、1973年〈昭和48年〉 - ）は、日本の政治学者。愛知県立大学教授。専門はマックス・ヴェーバー。

## 略歴
東京都立川市生まれ。筑波大学附属駒場高等学校卒業。
1995年、東京大学法学部第三類卒業。2002年ベルリン大学第一哲学部歴史学科修了、哲学博士（Doctor Philosophiae）。2005年、東京大学大学院法学政治学研究科博士課程修了、博士（法学）。
2007年、愛知県立大学外国語学部准教授。2013年、同教授。

## 受賞
- 2021年 - フィリップ・フランツ・フォン・ジーボルト賞受賞[5][6]
- 2022年 - サントリー学芸賞（『ドイツ・ナショナリズム』）

## 著書

### 単著
- 『マックス・ヴェーバーとポーランド問題 ヴィルヘルム期ドイツ・ナショナリズム研究序説』（東京大学出版会、2003年）
  - Max Weber und die Polnische Frage (1892-1920) : eine Betrachtung zum Liberalen Nationalismus im Wilhelminischen Deutschland, Nomos, 2004
- 『マックス・ヴェーバー ある西欧派ドイツ・ナショナリストの生涯』（東京大学出版会、2007年）
- 『多民族国家プロイセンの夢 「青の国際派」とヨーロッパ秩序』（名古屋大学出版会、2009年）
- 『教皇ベネディクトゥス一六世 「キリスト教的ヨーロッパ」の逆襲』（東京大学出版会、2015年）
- 『吉野作造と上杉愼吉 日独戦争から大正デモクラシーへ』（名古屋大学出版会、2018年）
- 『フランス革命と神聖ローマ帝国の試練 大宰相ダールベルクの帝国愛国主義』（岩波書店、2019年）
- 『マックス・ヴェーバー』（岩波新書、2020年）
- 『ドイツ・ナショナリズム 「普遍」対「固有」の二千年史』（中央公論新社〈中公新書〉、2021年）
- 『上杉愼吉 国家は最高の道徳なり』（ミネルヴァ書房〈ミネルヴァ日本評伝選〉、2023年）

### 翻訳
- 『回想のマックス・ウェーバー 同時代人の証言』（聞き手安藤英治、亀嶋庸一編、岩波書店、2005年）。
- マックス・ヴェーバー『少年期ヴェーバー古代・中世史論』（編訳、岩波書店、2009年）